# 737 v.Chr.
Het jaar 737 v.Chr. is een jaartal volgens de christelijke jaartelling.

## Gebeurtenissen

### Assyrië
- Koning Tiglat-Pileser III verovert het gebied van de Perzen en Meden tot aan de berg Damavand.

### Palestina
- Koning Pekahia wordt in het paleis van Samaria door een samenzwering vermoord.
- Generaal Pekach (737 - 732 v.Chr.) bestijgt de troon van de vazalstaat Israël.
- Pekach sluit een bondgenootschap met koning Razin van Damascus.

## Overleden
- Pekahia, koning van Israël